# Miss Ouganda
Miss Ouganda désigne le Concours de beauté féminin destiné aux jeunes femmes de nationalité ougandaise.

## Les Miss Ouganda pour Miss Monde

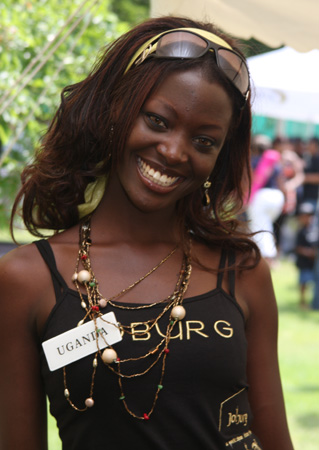
Miss Ouganda 2008, Dora Mwima.

| Année | Nom                 |
| ----- | ------------------- |
| 1967  | Rosemary Salmon     |
| 1968  | Joy Lehai           |
| 1985  | Helen Acheng        |
| 1988  | Nazma Jamal Mohamed |
| 1989  | Doreen Lamon-Opira  |
| 1992  | Olga Nampima        |
| 1993  | Linda Bazalaki      |
| 1996  | Sheba Kerere        |
| 1997  | Lillian Acom        |
| 2001  | Victoria Kabuye     |
| 2002  | Rehema Ni Nakuya    |
| 2003  | Aysha Nassanga      |
| 2004  | Barbara Kimbugwe    |
| 2005  | Juliet Ankakwatsa   |
| 2007  | Monica Kasyate      |
| 2008  | Dora Mwima          |
| 2009  | Maria Namiiro       |
| 2010  | Heyzme Nansubuga    |
| 2011  | Sylvia Namutebi     |
| 2012  | Phiona Bizzu        |
| 2013  | Stellah Nantumbwe   |
| 2014  | Leah Kalanguka      |
| 2015  | Nakiyaga Zahra      |
| 2016  |                     |